# Kerkini-See

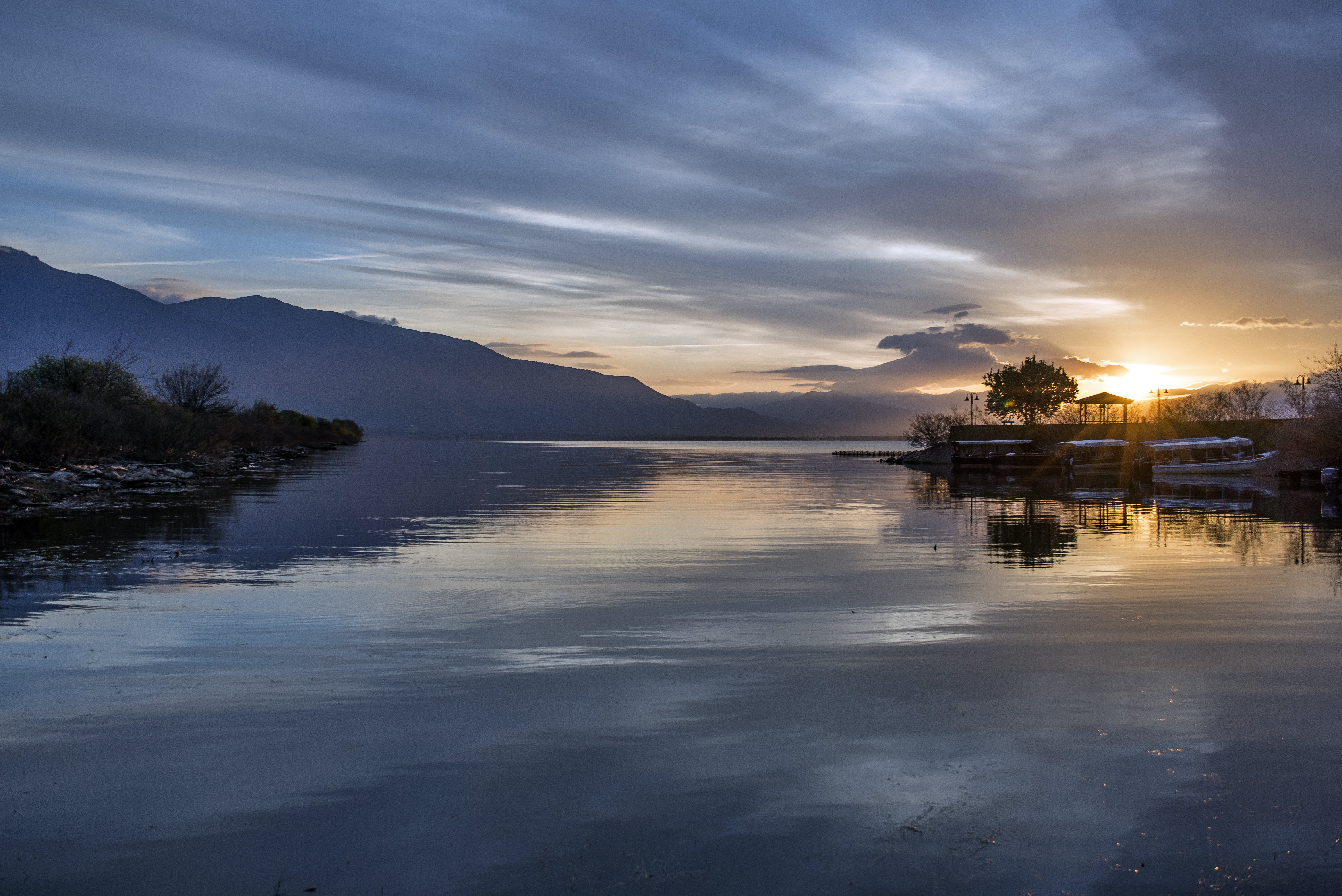
Kerkini-See

Der Kerkini-See (griechisch Λίμνη Κερκίνη, bulgarisch Бутковско езеро) ist der drittgrößte Stausee Griechenlands.

## Geographie
Der Kerkini-See befindet sich im Nordwesten des Regionalbezirks Serres in der Verwaltungsregion Zentralmakedonien nur wenige Kilometer südlich des Berges Beles (Beles oder Kerkini; 2.031 m Höhe) mit der auf ihm verlaufenden griechisch-bulgarischen Grenze und staut den Fluss Strymonas (Struma) auf. Er erstreckt sich entlang der Ostflanke des Berges Mavrovouni (1.179 m Höhe) von Nordwest nach Südost im westlichen Teil der Flussebene des Strymonas nach dessen Passage durch den Roupel-Pass zwischen dem Berg Kerkini (Beles) im Westen und dem Berg Orvilos (2.212 m Höhe) im Osten.
Das Westufer ist gebirgig und grenzt unmittelbar an die Ausläufer des Mavrovouni, während das Ostufer gegen die Flussebene des Strymonas flach ausläuft und Siedlungsraum für die Ortschaften Sidirokastro, Promachonas und Strymoniko bietet. Das Nordufer ist für eine kurze Strecke nach Norden ebenfalls eben und geht anschließend in die Ausläufer des Kerkini-Berges über. Der Strymonas fließt nach der Passage des Roupel-Passes von Norden nach Süden östlich von Neo Petritsi und westlich von Sidirokastro nach Osten und läuft auf den Kerkini-See zu bzw. geht zwischen den Ortschaften Vyronia im Norden und Gonimo im Süden fließend in den Kerkini-See über. Der Übergang variiert je nach Wasserstand und schiebt sich über den Verlauf von Jahren und Jahrzehnten in südwestliche Richtung in das eigentliche Seegebiet hinein, was durch den Sedimenteintrag des Strymonas bedingt wird. Der Übergang zwischen dem Fluss Strymonas nach Passage der Feuchtgebiete und dem Kerkini-See befindet sich auf einer Linie zwischen Mandraki im Norden und Limnochori im Süden. Der westlichste Punkt des Kerkini-Sees befindet sich südlich der Ortschaft Kerkini, der östlichste bei der Ortschaft Limnochori, der nördlichste zwischen den Ortschaften Mandraki und Neochori und der südlichste bei der Ortschaft Lithotopos. Das Nord-, Ost- und Südufer werden durch Feuchtgebiete geprägt; insbesondere der Übergang zwischen dem Fluss Strymonas und dem Kerkini-See ist ein großes zusammenhängendes Feuchtgebiet.
Der Kerkini-See hat eine Oberfläche von 37,688 km² und eine maximale Länge von 14,490 km sowie eine maximale Breite von 5,65 km. Je nach Wasserstand können die Wasseroberfläche bzw. die maximalen Ausdehnungen auch niedriger ausfallen. Antoniadou und andere beobachteten bei ihren Untersuchungen eine Wassertiefe von 31,5 m und eine Wasseroberfläche von 4.500 Hektar in den Monaten von September bis Februar; in den Monaten Mai bis Juni betrug die Wassertiefe 35,5 m und die Wasseroberfläche 7.300 Hektar.

## Hochwasserschutz
Der Staudamm, der den Strymonas zum Kerkini-See aufstaut, befindet sich im Südosten des Sees in der Nähe der Ortschaft Lithotopos. Er wurde 1932 erbaut. Weitere Zuflüsse zum Kerkini-See sind der Kerkinitis, welcher nordwestlich in den See mündet, und der Krousias. Beide Flüsse tragen erheblich weniger Wasser ein als der Strymonas, welcher in den Nordosten des Sees einmündet bzw. in ihn übergeht. Ursprünglicher Zweck des Kerkini-Sees war die Wasserstandsregulierung des Strymonas zur Verhinderung von Überschwemmungen weiter flussabwärts. Neben dieser Nutzung wurde dem Kerkini-See im Verlauf der weiteren Jahre zunehmend Wasser zur Bewässerung landwirtschaftlicher Flächen entlang der Strymonas-Ebene bzw. der Ebene von Serres-Sidirokastro entnommen. 1982 wurde infolge des zwischenzeitlich gesunkenen Wasserstands, auch durch den Sedimenteintrag des Flusses Strymonas und damit des gesunkenen Fassungsvermögens ein neuer Staudamm gebaut.

## Feuchtbiotop
Neben der Nutzung zum Hochwasserschutz und zur Bewässerung landwirtschaftlicher Flächen hat sich der Kerkini-See zu einem wichtigen Feuchtbiotop entwickelt, welches gegenwärtig unter dem Schutz sowohl der RAMSAR-Konvention als auch des europäischen NATURA-2000 Programms steht. 30 Arten von Süßwasserfischen sowie 300 Arten von Vögeln haben im und um den Kerkini-See herum ihren Lebensraum. Neben Vögeln und Fischen finden sich auch seltene Tiere wie der Wolf.
In den 1990er und 2000er Jahren hat die touristische Bedeutung des Sees zugenommen. Mit gleichzeitig intensiverer menschlicher Nutzung haben auch die ökologischen Probleme des Sees bedingt durch Wasserverschmutzung und Wasserentnahme zugenommen.

## Verkehrsanbindung
Der Kerkini-See wird von bedeutenden Verkehrsachsen tangiert. Entlang des Nordufers verläuft die Nationalstraße 65 von Kilkis im Westen über das Süd- und Ostufer des Doiransees durch das Tal des Flusses Kerkinitis über Rodopoli, Neochori, Mandraki, Vyronia und Neo Petritsi auf die Nationalstraße 63 (Europastraße 79) zu und mündet in diese nach Überquerung des Strymonas. Die Nationalstraße 63 führt von Serres über Sidirokastro nach Promachonas zur bulgarischen Grenze und anschließend im weiteren Verlauf auf bulgarischem Gebiet zur Hauptstadt Bulgariens, Sofia. Parallel zu dieser Straße verläuft die Eisenbahnlinie Sofia-Thessaloniki bis zur Kreuzung der Nationalstraßen 63 und 65 bei Neo Petritsi. Die Strecke nach Thessaloniki verschwenkt nach Westen entlang des Nordufers des Kerkini-Sees, die Eisenbahnstrecke nach Serres, Alexandroupolis, Edirne und Istanbul verläuft nach Südsüdosten in deutlicher Entfernung zum Ostufer des Kerkini-Sees. Die Nationalstraße 63 wird bis 2010 (oder 2012) durch die Autobahn 12 ersetzt, welche Bulgarien mit Thessaloniki direkt verbinden wird. Am Westufer des Sees verläuft nur eine Straße von untergeordneter Bedeutung von Kerkini im Norden nach Lithotopos im Süden.